# Fisherrow
Fisherrow è un porto e villaggio dell'East Lothian, in Scozia, ex villaggio di pescatori integrato nel tessuto urbano di Musselburgh, situato ad est di Portobello e Joppa e a ovest del fiume Esk alla cui estremità si trova l'estuario che sfocia nel Firth of Forth.

## Storia
Le origini dell'abitato sono legate alla pesca intrapresa dai coloni dell'Impero romano qui giunti fin dal I secolo. L'attuale porto, la cui costruzione risale all'inizio del XVII secolo, è situato nei pressi dell'originario porto romano situato alla foce del fiume Esk e che forniva il castrum di Inveresk, sull'altopiano a est del corso del fiume. La grande flotta da pesca commerciale basata sul porto di Fisherrow, all'originario principale pescato, l'aringa (Clupea harengus), unì in seguito il pesce bianco, gamberi e spratti (Sprattus sprattus).
Importanti membri della comunità erano le fishwives, mogli, madri e figlie dei pescatori, che tradizionalmente vestite con grembiuli e gonne a strisce lavoravano il pescato in condizioni spesso proibitive e lo portavano a piedi a Edimburgo per venderlo al mercato. Diventate un'icona del patrimonio socioculturale e storico dell'East Lothian, erano note per la velocità con cui adempivano alle attività correlate alla pesca ma condividendo anche attività ricreative nella sovente lunga attesa del ritorno dei pescatori. Soventi erano le occasioni per affrontarsi in tornei femminili di golf e di calcio, affiancando alle attività sportive anche quelle musicali, con il Fisherrow Fishwives Choir, corale fondata negli anni trenta del XX secolo e rimasta in attività per quarant'anni.
Altro evento tradizionale legato alla comunità è la Fishermen's Walk, che ha origine nel 1790 quando i pescatori decisero di istituire un fondo comune, il Box Walk, a beneficio delle famiglie nel quale il capofamiglia fosse impossibilitato a continuare l'attività di pesca per malattia o fosse deceduto. Con gli anni è diventata una tradizionale passeggiata rievocativa che coinvolgendo la locale popolazione parte dall'abitato per giungere alla Pinkie House.
Dal 1939 il Firth of Forth divenne una zona strategica per la Royal Navy e la Royal Air Force, rispettivamente marina e aeronautica militare del Regno Unito, di conseguenza le attività di pesca vennero ridotte, suscitando proteste da parte di associazioni di categoria e politici locali che riuscirono a far revocare alcune delle restrizioni imposte. Ciò nonostante, molti pescatori vennero richiamati in servizio e alcuni dei pescherecci della flotta requisiti per integrare la flotta militare della Royal Navy durante la Seconda guerra mondiale.

### Storia moderna
Il porto è oggi utilizzato prevalentemente da imbarcazioni da diporto, con il Fisherrow Yacht Club che offre barche e yacht a vela.
I Sea Cadets, i cadetti del locale distaccamento della Royal Navy, ricevono parte del loro addestramento, oltre che nella loro sede in South Street, presso il porto di Fisherrow.
Il porto di Fisherrow è sede dell'Eskmuthe Rowing Club che gestisce gli schifi come parte della Scottish Coastal Rowing Association.
Fisherrow è il punto di ingresso occidentale nell'East Lothian della John Muir Way, la pista ciclopedonale a lunga distanza (long-distance footpath) che attraversa il territorio d fino a giungere, nella sua estremità orientale, a Dunglass.
Fisherrow Links offre un percorso di Pitch & Putt a nove buche, così come i bowling green.
Fisherrow Sands è una spiaggia di sabbia che si espande verso ovest dal porto di Fisherrow.

## Galleria d'immagini

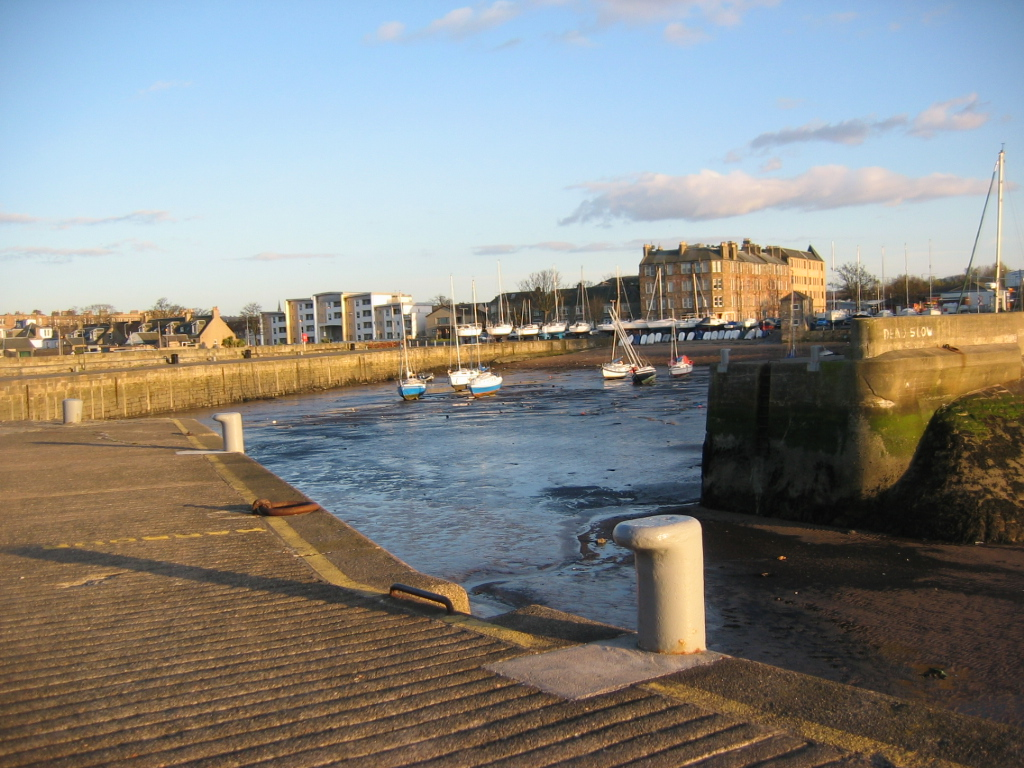
Porto di Fisherrow con la bassa marea.
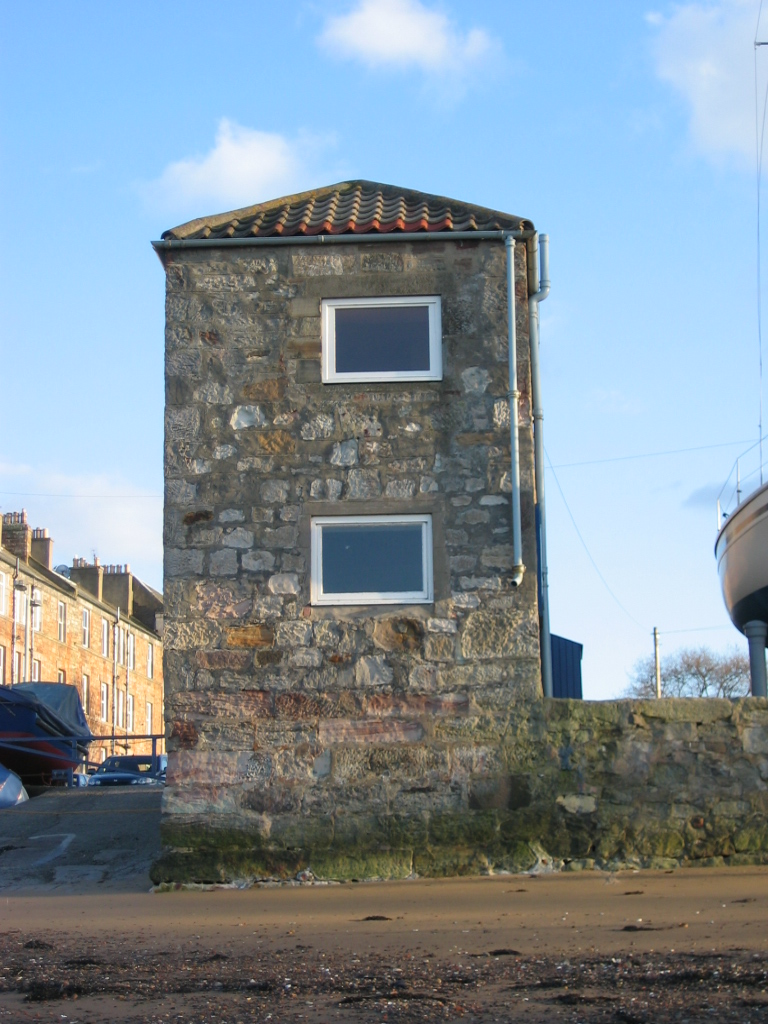
Harbour Master's Office
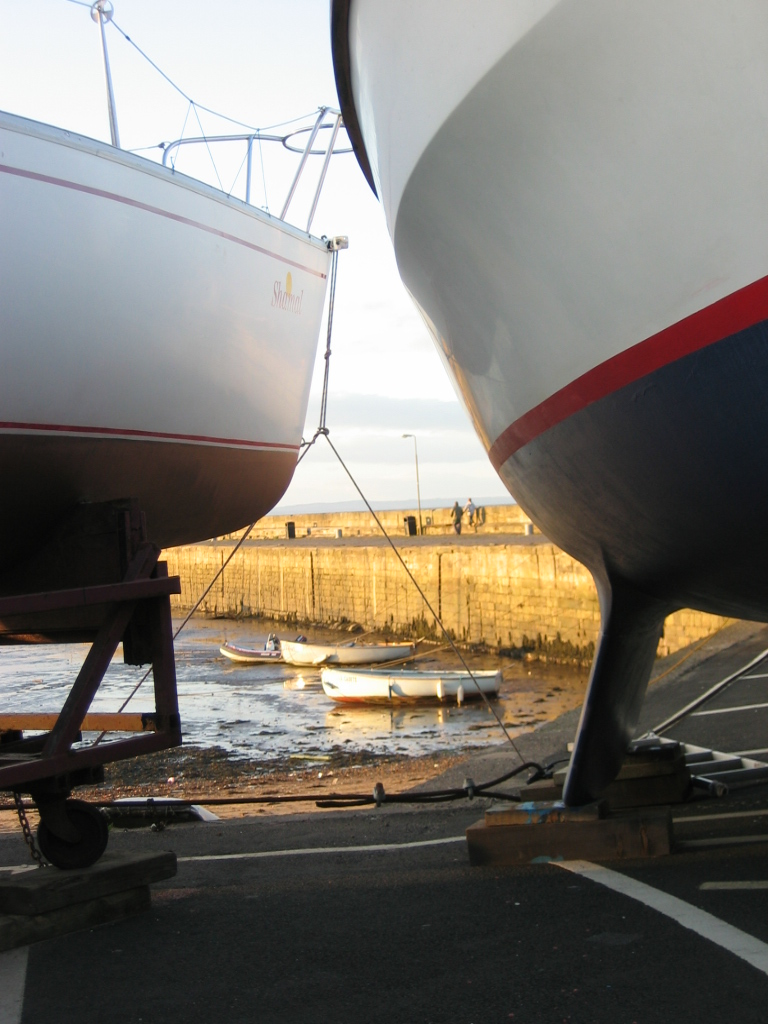
Barche a vela
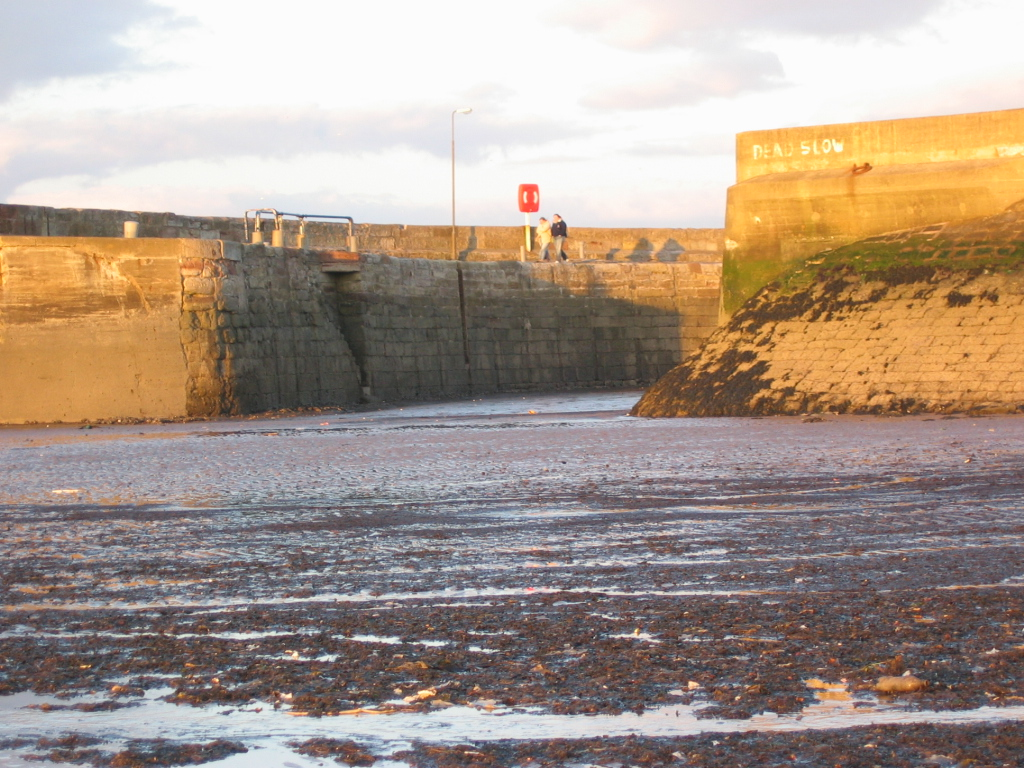
Entrata al porto
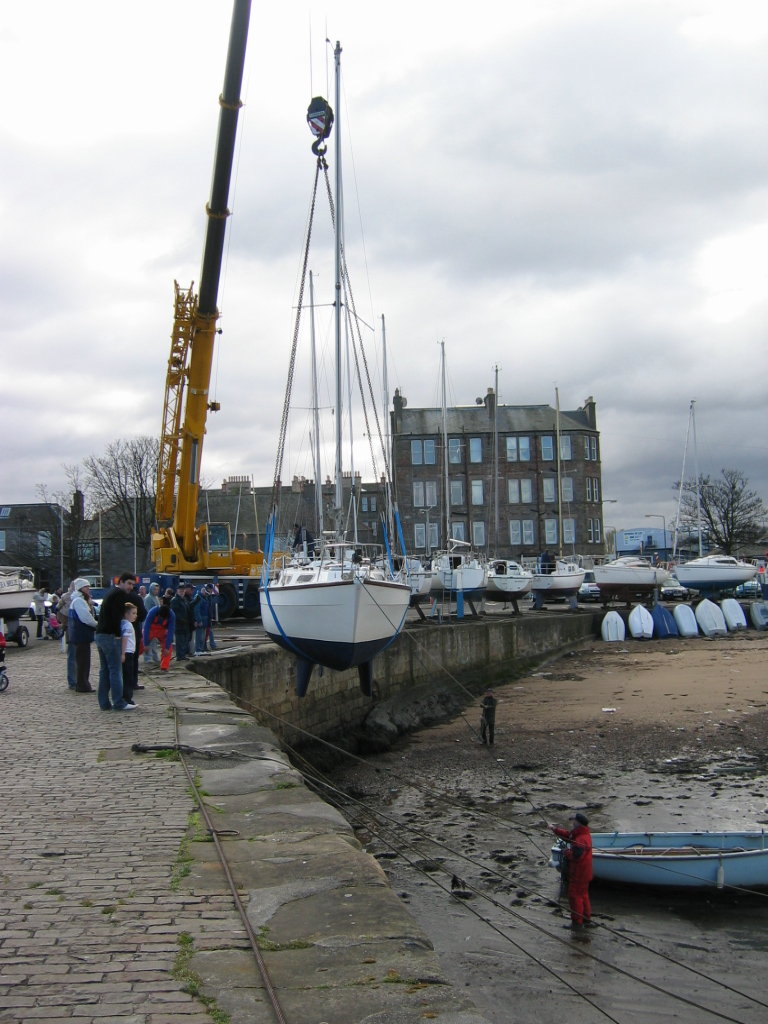
Crane-in 2008